# سیمون استروبین
سیمون استروبین (انگلیسی: Simon Strübin؛ زادهٔ ۲۱ مارس ۱۹۷۹) ورزشکار کرلینگ اهل سوئیس است.او در بازی های المپیک زمستانی 2010 در تیم مردان سوئیس که توسط رالف استوکلی حذف شد، نقش اول را بازی کرد.ردانه
استروبین در مسابقات جهانی کرلینگ نوجوانان در سال 1998 برای استوکلی دوم شد و مدال برنز را به دست آورد. در سال 2003، او برای رهبری تیم حرکت کرد، جایی که آنها مدال نقره مسابقات جهانی کرلینگ مردان فورد را در سال 2003 کسب کردند. او سپس جایگزین تیم برای مسابقات قهرمانی کرلینگ اروپا در سال 2005 و بازی های المپیک زمستانی 2006 شد تا اینکه دوباره در مسابقات قهرمانی جهان 2006 و 2007 اول شد.